# كارين كوك-ليندبرج
كارين كوك-ليندبرج (بالسويدية: Karin Kock)‏‏ (2 يوليو 1891 - 28 يوليو 1976 في ستوكهولم) اقتصادية، وسياسية من السويد.

## التعليم
تعلمت كارين كوك-ليندبرج في:
- جامعة ستكهولم

## روابط خارجية
- كارين كوك-ليندبرج على موقع مونزينجر (الألمانية)